# Shadow Defender
Shadow Defender — проприетарная утилита для Microsoft Windows, которая позволяет запускать операционную систему и приложения в виртуальной среде, а также после перезагрузки сохранить их работоспособность.
Данная программа не препятствует заражению системы и не защищает от кражи информации. Если вредоносные программы активны в системе, они будут выполнять свою вредоносную деятельность до тех пор, пока компьютер не будет перезагружен.

## Описание
Утилита Shadow Defender — средство для «защиты» и поддержки работоспособности как конкретных приложений, так и целой операционной системы. Под защитой в данном случае подразумевается откат всех изменений в файловой системе, MBR и реестре (после перезагрузки), которые были выполнены вредоносными программами.
На выбранные объекты утилита создаёт динамические копии файлов, после чего все объекты будут защищены от нежелательных или злонамеренных изменений. Также существует настройка для создания исключений для целых папок и отдельных файлов, изменения которых будут происходить на оригинале, в отличие от защищённых, где изменения не трогают физическое содержимое файла, а производят изменения в теневой копии, которые только эмулируют оригинальный файл.
Теневым образом является виртуальная среда, куда идёт перенаправление буквально каждого элемента, в котором были совершены изменения, а реальная окружающая среда остаётся неизменной.
После всех изменений и перезагрузки компьютера система восстановится в первоначальное состояние, каким она являлась до включения защиты. До перезагрузки компьютера Shadow Defender предлагает пользователю восстановить систему из «замороженной» среды или оставить её в защищённом режиме, какой она является на текущий момент.